# Melinaea lutzi
Melinaea lutzi är en fjärilsart som beskrevs av Fox 1942. Melinaea lutzi ingår i släktet Melinaea och familjen praktfjärilar. Inga underarter finns listade i Catalogue of Life.